# Biblioteca nacional Ivan Vazov
La Biblioteca nacional Ivan Vazov (en búlgaro: Народна библиотека "Иван Вазов") es una biblioteca situada en la segunda ciudad de Bulgaria, Plovdiv. Su nombre se debe al famoso escritor y poeta búlgaro Ivan Vazov. Es la segunda biblioteca más grande del país con más de 1.500.000 libros. La biblioteca es también la segunda más antigua de Bulgaria, pues fue fundada en 1879. En 1974 se trasladó a un nuevo edificio en el sur de la Ciudad Jardín. La biblioteca cuenta con 134 empleados, incluidos 90 especialistas altamente cualificados e investigadores.